# Ава Люстра
Ава Люстра (англ. Ava Lustra, род. 19 сентября 1971 года, Честер Хайтс, Пенсильвания, США) — американская порноактриса и эротическая фотомодель, лауреатка премии AVN Awards.

## Биография
Родилась 19 сентября в Честер-Хайтсе, округ Делавэр, Пенсильвания.
Дебютировала в порноиндустрии в 1993 году, в возрасте 22 лет, чередуя съёмки с работой эротической фотомоделью и стриптизёршей в клубах. В качестве актрисы снималась для Big Top Video, Viv Thomas и JB Video.
Во многих фильмах участвует в сценах фут-фетиша.
Удачным годом стал 1999-й: на XVI церемонии вручения AVN Awards Ава победила в номинации «лучшая сцена стриптиза» за Leg Sex Dream. Также за этот фильм она была номинирована на в категории «лучшая групповая лесбийская сцена».
За фильм Every Woman Has a Foot Fantasy Ава была номинирована еще в двух категориях — «лучшая сцена стриптиза» и «лучшая парная сцена».
Ушла в отставку в 2001 году, снявшись в 12 фильмах.

## Избранная фильмография
Некоторые фильмы: Big Tit Challenge — Ava Lustra vs Erika Everest, Bustin' Into Las Vegas, Foot Fuckin' Freaks 2, Hot Wet Sex, Thunder Boobs, Tit to Tit 2000, Tit To Tit Collection 2..

## Премии и номинации
| Год  | Церемония  | Результат | Номинация                         | Работа                         |
| ---- | ---------- | --------- | --------------------------------- | ------------------------------ |
| 1999 | AVN Awards | Победа    | Лучшая сцена стриптиза            | Leg Sex Dream                  |
| 1999 | AVN Awards | Номинация | Лучшая сцена стриптиза            | Every Woman Has a Foot Fantasy |
| 1999 | AVN Awards | Номинация | Лучшая групповая лесбийская сцена | Leg Sex Dream                  |
| 1999 | AVN Awards | Номинация | Лучшая парная сцена М/Ж           | Every Woman Has a Foot Fantasy |